# فرنسيسكو هرنانديز
فرنسيسكو هرنانديز (بالإسبانية: Francisco Hernández Pineda)‏ (16 يناير 1924 في المكسيك - 24 يناير 2011 بمدينة مكسيكو في المكسيك) هو لاعب كرة قدم مكسيكي في مركز الوسط، شارك في كأس العالم 1950. وشارك مع منتخب المكسيك لكرة القدم. أما مع النوادي، فقد لعب مع نادي نيكاكسا وزاكاتيبيك وAsturias F.C. ‏.

## وصلات خارجية
- فرنسيسكو هرنانديز على موقع الاتحاد الدولي (مؤرشف)  (الإنجليزية)
- فرنسيسكو هرنانديز على موقع Soccerway.com (الإنجليزية)
- فرنسيسكو هرنانديز على موقع عالم كرة القدم.نت (الإنجليزية)